# 卡尔-埃里克·尼尔松
卡尔-埃里克·尼尔松（瑞典語：Karl-Erik Nilsson，1922年1月4日—2017年12月14日），瑞典男子摔跤运动员。他曾代表瑞典参加1948年、1952年和1956年夏季奥林匹克运动会摔跤比赛，共获得一枚金牌和二枚铜牌。